# Пейперт, Сеймур
Сеймур Пейперт (Seymour Papert [ˈsimɔɹ ˈpæpɚt]; 29 февраля 1928, Претория, Южная Африка — 31 июля 2016, Блу-Хилл, Мэн, США) — математик, программист, психолог и педагог. Один из основоположников теории искусственного интеллекта, создатель языка Logo (1968), автор конструкционистской теории обучения.

## Биография
Сеймур Пейперт родился и получил образование в Южной Африке, где он активно участвовал в движении против апартеида. Из семьи еврейских эмигрантов из Российской империи (ныне Литва). Его отец, Джек Пейперт, был энтомологом, известным своими трудами по миграции мухи цеце. Своё математическое образование Пейперт продолжил в Кембриджском университете, где он учился с 1954 по 1958 год. В это время он участвовал в деятельности троцкистского кружка вокруг революционно-социалистического издания «Socialist Review». Последующие пять лет он работал совместно с Жаном Пиаже в Женевском университете. Именно сотрудничество с Пиаже привело Пейперта к идее использования математических подходов для понимания того, как дети учатся и мыслят.
В начале 1960-х годов доктор Пейперт пришёл в Массачусетский технологический институт (МТИ), где совместно с Марвином Мински основал лабораторию Искусственного Интеллекта и в 1970 году выпустил в соавторстве с ним свою книгу «Персептроны». Доктор Пейперт — создатель языка программирования Лого — первой и наиболее значительной попытки дать детям доступ к новым технологиям. Он автор книг «Переворот в сознании: дети, компьютеры и плодотворные идеи» (1980) и «Машина для детей: переосмысление школы в компьютерный век» (1992), а также многочисленных статей о математике, искусственному интеллекту, образованию, обучению и мышлению. В 1985 году Пейперт помог создать университетскую программу обучения студентов искусству преобразования художественных образов в компьютерные в Медиа-лаборатории МТИ, а в 1988 году он был назван LEGO-профессором исследований по обучению, и специально для него была создана кафедра.
Сеймур Пейперт был одним из создателей программы One Laptop Per Child — инициативе по предоставлению бесплатных компьютеров малоимущим детям в разных странах мира в образовательных целях.
Рекомендации Пейперта по методам обучения, основанным на новейших достижениях технологии были широко востребованы правительствами обществом различных стран Европы, Азии, Африки и Америки. В Соединенных Штатах он часто выступал перед президентскими и парламентскими комитетами. Его деятельность в области образования была отмечена многочисленными наградами, включая премию Маркони, награду от Ассоциации издателей по математическому обеспечению, а также награду Computerworld Smithsonian Award за передовые образовательные практики.
Доктор Пейперт имел заслуженную репутацию выдающегося учёного за свои работы в области математики, искусственного интеллекта и использования компьютера для образования. Считается, что он обладал гуманистическим пониманием этих областей знания и того, как дети могут успешнее учиться, используя современные технологии.
Пейперт несколько раз приезжал в Россию, бывал в Москве и в Санкт-Петербурге (впервые в конце 1990-х, последний раз — в мае 2005), выступал перед учителями и администраторами образовательных учреждений. Он пропагандировал использование новых технологий в образовании как средство для преодоления отставания России от других стран. 
Был женат на Сюзанне Масси, американской исследовательнице истории России, советнике президента США Рональда Рейгана.

## Фотографии

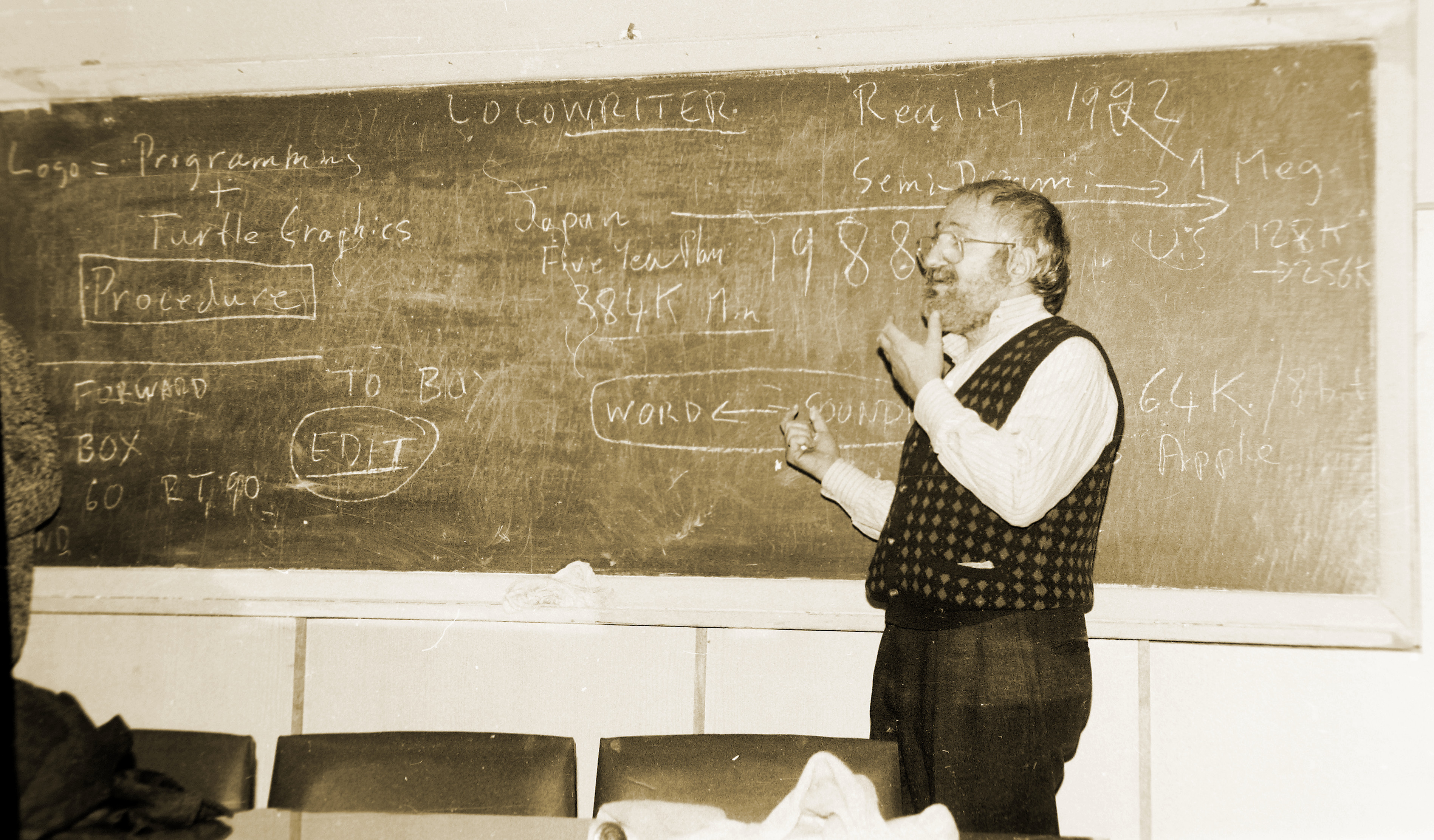
Сеймур Пейперт в Москве на встрече с членами Временного научно-технического коллектива «Школа» в 1987 году
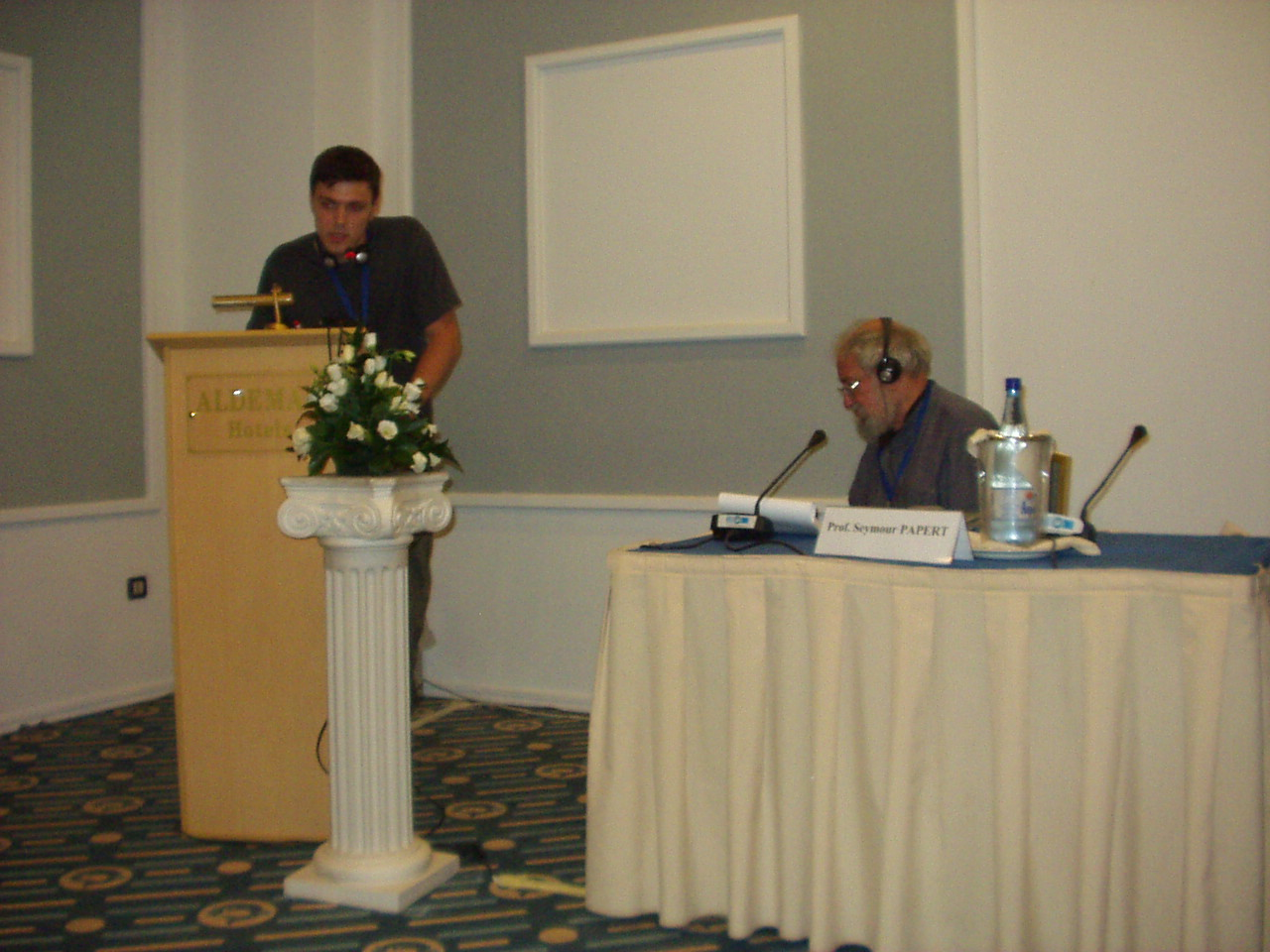
Сеймур Пейперт и Юрий Синодов на форуме «Диалог цивилизаций» в 2006 году
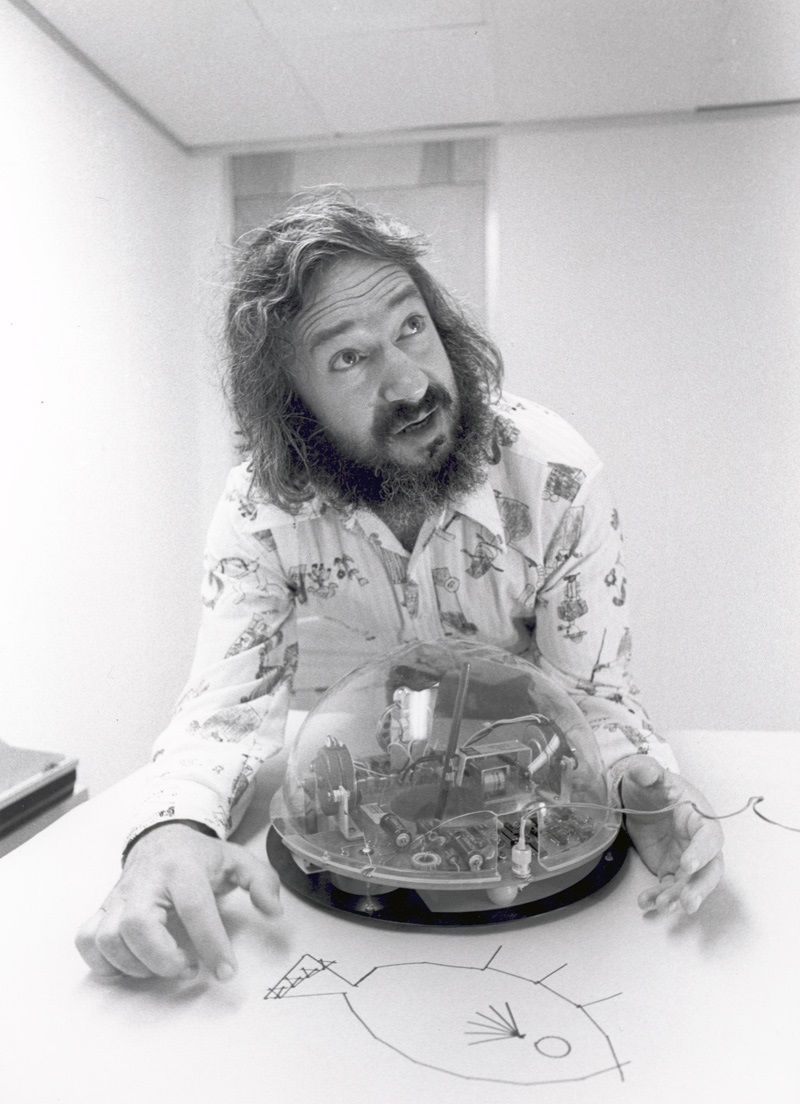
Сеймур Пейперт в 80-х годах c учебным «роботом-черепахой», программируемой языком Logo

## Публикации
- Пейперт С. Переворот в сознании: Дети, компьютеры и плодотворные идеи. Москва, Педагогика, 1989.
- The Children’s Machine: Rethinking School in the Age of the Computer, 1992, ISBN 0-465-01063-6
- The Connected Family: Bridging the Digital Generation Gap, 1996, ISBN 1-56352-335-3
- Минский, М., Пейперт, С. Персептроны = Perceptrons. — М.: Мир, 1971. — 261 с. Архивировано 6 июня 2015 года.